# Emīls Dārziņš

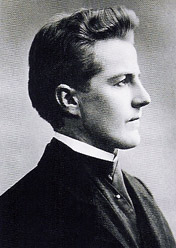
Emīls Dārziņš

Emīls Dārziņš (* 3. November 1875 in Jaunpiebalga; † 31. August 1910 in Riga) war ein lettischer Dirigent, Musikkritiker, Pädagoge und Komponist der Romantik. Er schrieb hauptsächlich Vokalwerke, ist aber für seinen „Melancholischen Walzer“ bekannt. Maßgeblich für sein Werk war das erwachende lettische Nationalbewusstsein im späten 19. Jahrhundert.

## Leben
Emīls Dārziņš wurde in eine Lehrerfamilie in der Region Vidzeme geboren. Beide Eltern musizierten regelmäßig und förderten seine Musikerziehung. Sein Vater leitete einen Chor und gab ihm Klavierunterricht.
Als Dārziņš im Alter von 3 Jahren infolge von Überbelastung und einer Krankheit fast sein Augenlicht verlor, nahm seine Beschäftigung mit der Musik zu. Auch infolge einer diagnostizierten Sonnenallergie lebte er die folgenden fünf Jahre lang abgeschirmt von Tageslicht. Zum ersten Schulbesuch im Alter von 8 Jahren konnte er wieder ein normales Leben führen.
Seine frühen Vorbilder waren Ludwig van Beethoven und Wolfgang Amadeus Mozart. Mit 16 zog Dārziņš nach Riga, wo er seine Studien fortsetzte und sein erstes Werk für Chor schrieb, Jūs, kalni, jūs, lejas („Ihr Hügel, ihr Täler“), wodurch der prominente Rimski-Korsakow-Schüler und Komponist Jāzeps Vītols auf ihn aufmerksam wurde. Dārziņš’ vielbeachtete Teilnahme am vierten Sängerfest in Jelgava zerstreute alle restlichen Zweifel an der eigenen musikalischen Berufung.
1897 begann Dārziņš ein Studium am Moskauer Konservatorium, welches er aus gesundheitlichen Gründen unterbrechen musste. Anschließend lernte er weiter in der Organistenklasse des Sankt Petersburger Konservatoriums. Obwohl privat als Musiklehrer tätig, konnte er den Lebensunterhalt kaum bestreiten. Im Frühjahr 1901 kehrte er nach Riga zurück, ohne ein Studium abgeschlossen zu haben, und begann seine Tätigkeit als Musikkritiker, Pädagoge, Chorleiter und Pianist. „Das Schaffen für mein Volk und unsere Kunst wird mich leiten“, schrieb Dārziņš damals in privater Korrespondenz.
Im November 1903 heiratete er die Lehrerin Marija Deidere. Die Ehe verlief nicht glücklich, dabei spielten sein Alkoholismus und zermürbende materielle Konflikte eine Rolle. Im Jahre 1906 wurde ein Sohn, Volfgangs geboren, 1908 eine Tochter, Laima Tatjana.
Anfang des Jahres 1908 wurden zwei seiner Orchesterwerke, darunter der Melanholiskais valsis in Riga uraufgeführt, die von Kollegen seines Fachs vernichtend kritisiert wurden. Pāvuls Jurjāns nannte ihn „einen Dilettanten, zudem einen prahlerischen Kritiker“. Er bezichtigte ihn des Plagiats von Jean Sibelius’ Valse triste. Dārziņš fragte beim Leiter des St. Petersburger Konservatoriums, Alexander Glasunow, um eine dritte Meinung, der die Plagiatsbehauptung als unbegründet ansah. Jurjāns verwies hingegen auf ein Statement von Sibelius, welches ihm in Teilen Recht gab. Von der öffentlichen Debatte demoralisiert, vernichtete Emīls Dārziņš seine gesamten Werke für Orchester. Einzig der Melanholiskais valsis wurde nach seinem Tode für konzertante Aufführungen rekonstruiert.
Ende 1908 begann er die Arbeit an der unvollendet gebliebenen Oper Rožainās dienas. Am 31. August 1910 starb Emīls Dārziņš bei einem Unfall am Rigaer Zasulauka-Bahnhof, dessen Hergang ungeklärt blieb. Vermutet wird, dass der Komponist sich in suizidaler Absicht unter einen Zug warf. Dārziņš wurde auf dem Mārtiņa-Friedhof im Rigenser Stadtteil Āgenskalns beerdigt.

## Ehrungen

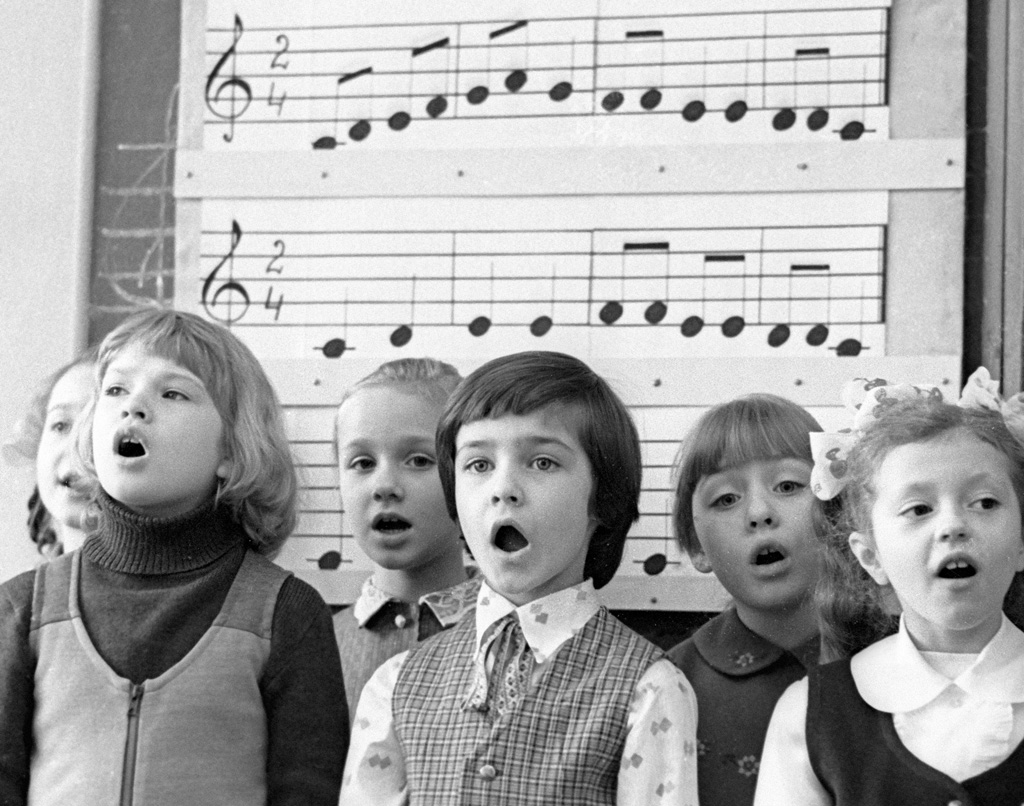
Schüler der Emīla Dārziņa mūzikas vidusskola, 1979

Nach Emīls Dārziņš benannt ist die Rigaer Emīls-Dārziņš-Musikschule (Emīla Dārziņa mūzikas vidusskola). Der 1950 gegründete Knabenchor der Schule (Emīla Dārziņa zēnu koris / Emīls-Dārziņš-Knabenchor) wurde 1990 in den Rīgas Doma zēnu koris (Knabenchor des Rigaer Doms) umgeformt.

## Trivia
Der Familienname Dārziņš ist ein Diminutiv des lettischen Substantivs dārzs (der Garten).